# オークプリオタワーレジデンス
オークプリオタワー（英語：ORC Prio Tower）は、日本の超高層ビル。

## 概要
大阪府大阪市港区に所在する超高層ビルである。弁天町駅一帯の再開発地区である大阪ベイタワー・旧名「大阪リゾートシティ（ORC）」の一角に立地する。再開発地区内は幾つかの街区に分かれ、それぞれに名称がつけられており、オークプリオタワーが立地する街区は「4番街」に区分されている。「1番街」にはOSAKA BAY TOWERメインタワー（旧「ORC200」、高さ200.05m）、さらに近隣にはクロスタワー大阪ベイ(高さ200.375m)と、周辺には200メートル級の超高層ビルが林立している。
竣工から1998年に埼玉県川口市にエルザタワー55(高さ185.8m)が完成するまで、約5年間は日本一高い超高層マンションだった。西日本一の高さの方は2003年12月にシティタワー大阪(高さ169.80m)が竣工するまで、その座を維持していた。

## 沿革
都市基盤整備の一環として、弁天町駅の周辺の再開発が立案された。弁天町駅一帯はORC200として一体的に再開発されることになり、その一つとしてオークプリオタワーの建築が決定された。大和銀行、住友信託銀行、三菱信託銀行、三井信託銀行を建築主とし、1988年3月に建設が開始された。1993年2月に竣工し、1993年3月にオープンした。施工は竹中工務店、清水建設、奥村組によるジョイントベンチャーが担当した。

## 施設
2階から7階までの低層階は、企業のオフィスや店舗が入居している。8階から50階までの高層階は、マンションとして利用されている。なお、オフィスや店舗とマンションでは、動線が分けられている。たとえば、オフィスや店舗のためのエントランスは2階に設けられているが、マンションの居住者のためのエントランスは1階に設けられている。

## 構造
- 地上：50階
- 地下：2階
- 敷地：3万123平方メートル
- 戸数：353戸
- 高さ：167.4メートル

## 建築・施工
- 建築主：大和銀行、住友信託銀行、三菱信託銀行、三井信託銀行
- 施工者：竹中工務店、清水建設、奥村組JV

## 交通
弁天町駅（Osaka Metro中央線・大阪環状線）

## 入居機関
- 株式HITOMIOテクノロジーズ
- 株式会社エスクルー
- 株式会社BGC
- コンピューターマネージメント株式会社
- 織田製薬株式会社
- 大樹生命
- 一般社団法人大阪青年会議所
- エステルース株式会社
- 株式会社リバネス
- 株式会社フジトランスコーポレーション
- 株式会社アイ・エム・シー・エイ
- ROYAL SALON
- 株式会社ディアイスクエア

- セイウ株式会社
- 北水株式会社
- ES Global Japan株式会社
- 中間貯蔵・環境安全事業株式会社
- 株式会社ナカムラロジスティクス